# Ла-Плата (місто)
Ла-Пла́та (ісп. La Plata ісп. вимова: [la ˈplata]) — місто в Аргентині, столиця провінції Буенос-Айрес і центр округу Ла-Плата.
Площа міста досить велика — 926 км². Населення міста становить 186 527 осіб, департаменту — 799 523 осіб (перепис 2010; 225 тис. в 1950). Агломерація Велика Ла-Плата має площу 1 200 км² і населення 899 523 осіб (2010).

## Історія

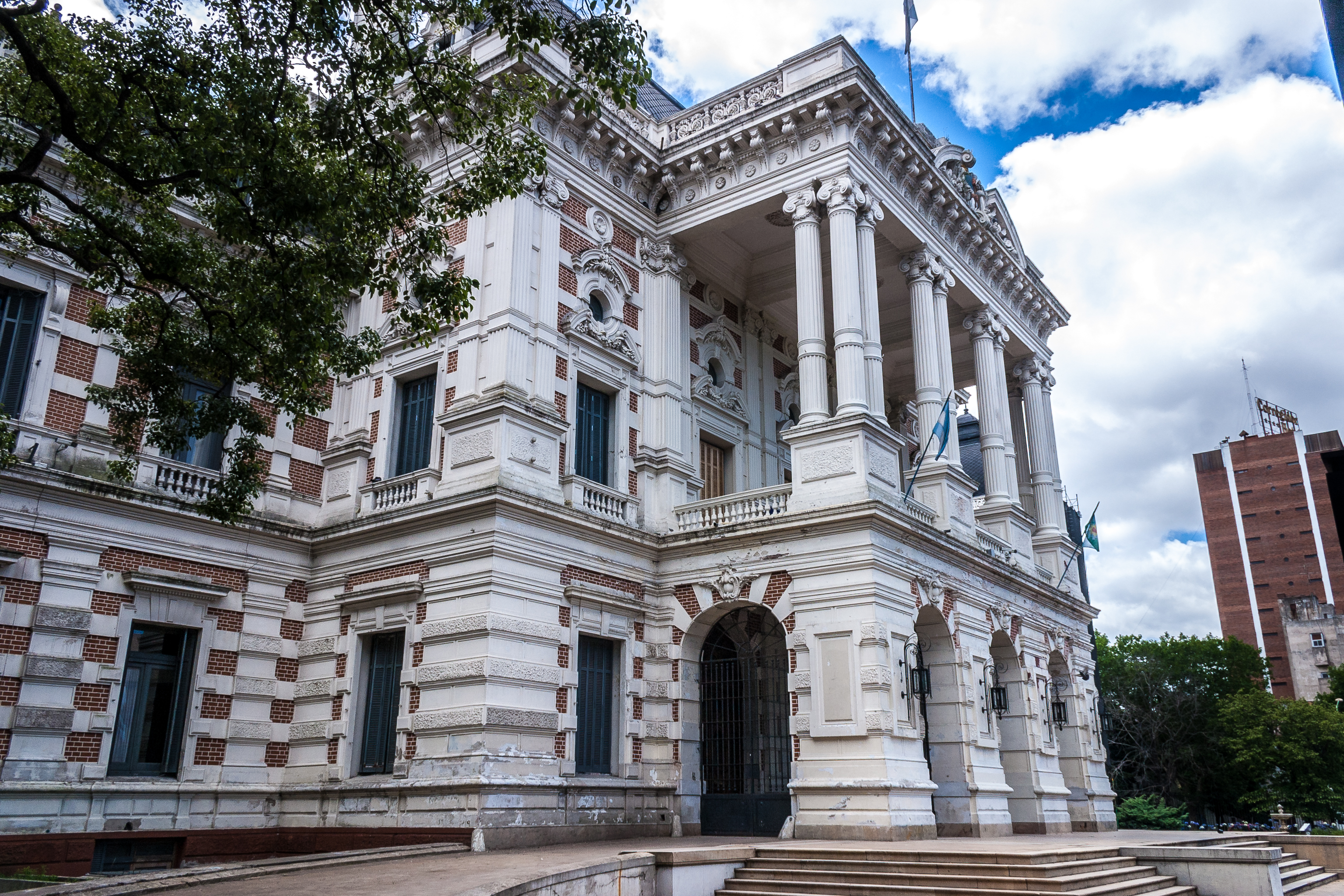
Будинок уряду

Місто Ла-Плата було сплановане та збудоване як столиця провінції Буенос-Айрес. 19 листопада 1882 року губернатор Дардо Роча заклав перший камінь міста.
25-29 березня 1884 року відбувся перший перепис населення Ла-Плати. На той час у місті жили 10 407 осіб, з яких 1 278 були аргентинцями, а решта вихідцями з Італії, Іспанії, Франції, Португалії, Австрії і Англії.
У квітні 1886 року у Ла-Платі, першому серед міст Південної Америки, було проведено електрифікацію.
3 червня 1887 року було засновано футбольний клуб Ла-Плати «Хімнасія і Есгріма».
20-24 серпня 1887 у місто були проведені телеграф і телефон.

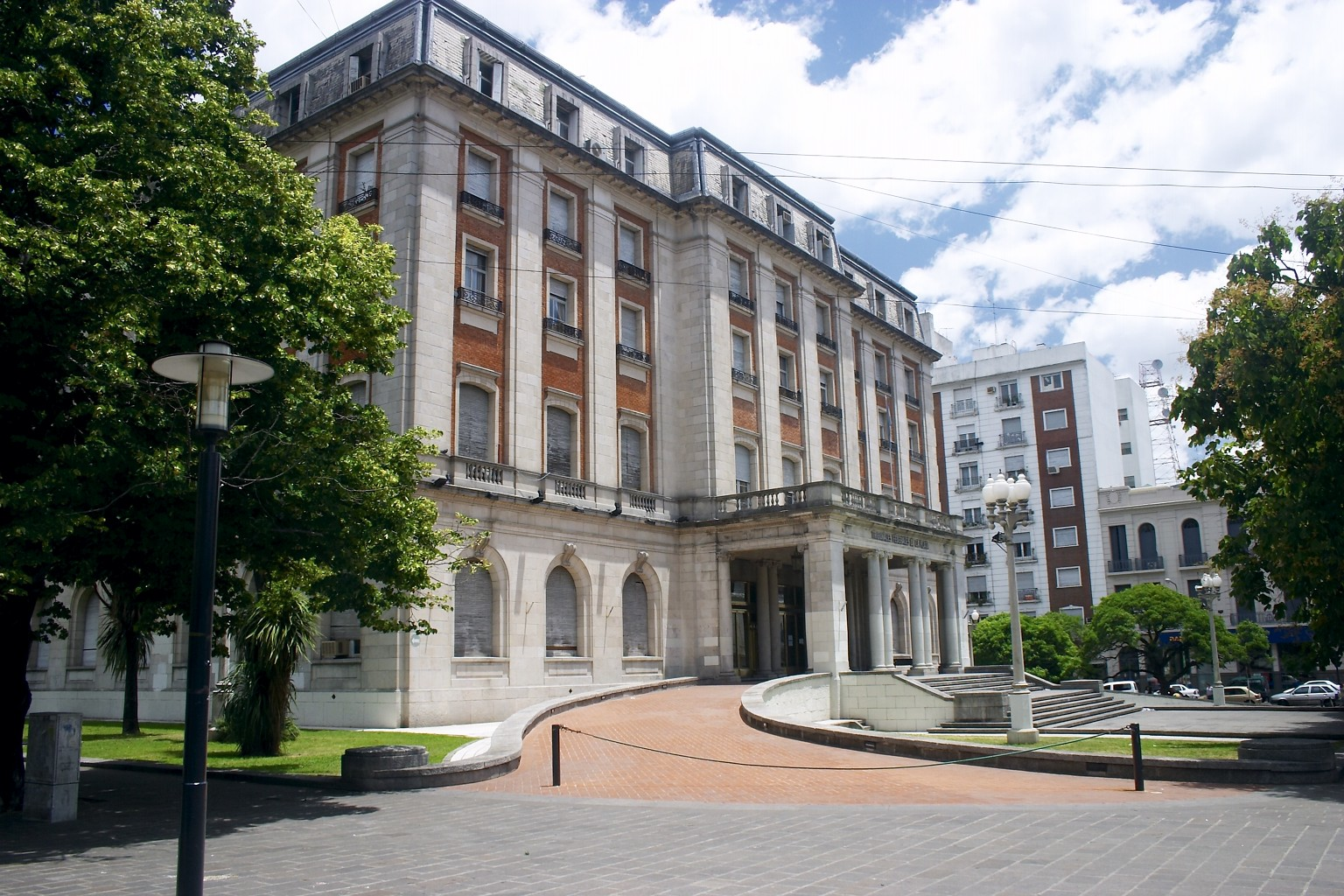
Федеральний суд

1887 року також було відкрито перший театр у Ла-Платі.
1905 року було засновано Національний університет Ла-Плати.
22 листопада 1931 року було запущено перші лінії громадського автомобільного транспорту.
10 грудня 1945 у місті побралися Хуан Перон та Ева Дуарте. 1952 року після смерті Еви Перон місто було перейменовано на її честь у Сьюдад-Ева-Перон (ісп. Ciudad Eva Perón). Місту повернули початкову назву після падіння режиму Перона у вересні 1955.
У жовтні 1998 року ЮНЕСКО включило Ла-Плату до списку Світової спадщини, але остаточно кандидатура досі не затверджена.
2011 року у Ла-Платі відбувся фінал Кубку Америки з футболу.

## Українські сліди в Ла-Платі
25-26.07 та 14.08.1923 р. у приміщенні Театру Аргенино  відбулися концерти української капели О. Кошиця (Української республіканської капели УНР, висланої С. Петлюрою), що подорожувала Америкою вже як комерційний проєкт Макса Рабінова. Тогочасна споруда не збереглася.

## Економіка

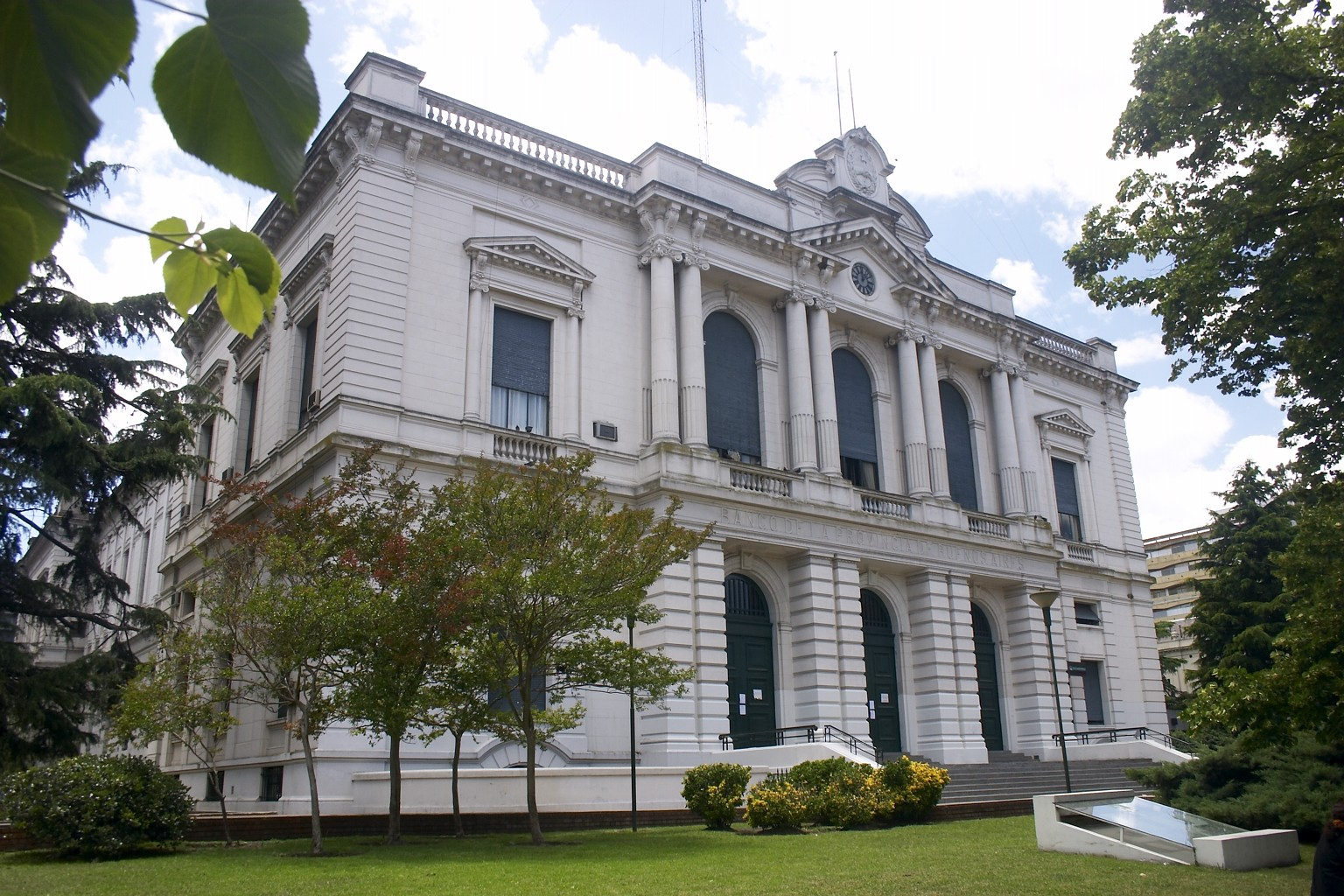
Банк

Згідно з даними 2004-2005, 90% жителів Ла-Плати задіяні у виробництві товарів та послуг, 4% є чиновниками, 2% безробітні чи частково зайняті, 1% складають служителі культу, політики та профспілкові діячі, 2% не визначилися.
Ла-Плата — важливий порт на березі естуарію Ла-Плати.
Найважливішими галузями промисловості міста є нафтопереробна і м'ясна.
Банк Ла-Плати (ісп. Banco Provincia) — найстаріший у Південній Америці. Саме тут було випущено першу аргентинську валюту.
16 жовтня 1960 року у Ла-Платі було відкрито товарну біржу.

## Клімат
Клімат Ла-Плати помірний. Середня річна температура близько 16,3 °C, а річна кількість опадів 1023 мм. Через близькість до річки Ла-Плата у місті висока вологість повітря — в середньому протягом року вона становить 77,6. Середня річна швидкість вітру 12 км/год, домінують східні, північно-східні та південно-західні вітри.
Температура досягала свого абсолютного максимуму у 39 °C влітку і мінімуму у −5,7 °C взимку.
| Клімат Ла-Плати (1961—1990)                                                                                                 | Клімат Ла-Плати (1961—1990) | Клімат Ла-Плати (1961—1990) | Клімат Ла-Плати (1961—1990) | Клімат Ла-Плати (1961—1990) | Клімат Ла-Плати (1961—1990) | Клімат Ла-Плати (1961—1990) | Клімат Ла-Плати (1961—1990) | Клімат Ла-Плати (1961—1990) | Клімат Ла-Плати (1961—1990) | Клімат Ла-Плати (1961—1990) | Клімат Ла-Плати (1961—1990) | Клімат Ла-Плати (1961—1990) | Клімат Ла-Плати (1961—1990) |
| Показник | Січ.                        | Лют.                        | Бер.                        | Квіт.                       | Трав.                       | Черв.                       | Лип.                        | Серп.                       | Вер.                        | Жовт.                       | Лист.                       | Груд.                       | Рік                         |
| Абсолютний максимум, °C | 38,4                        | 37,0                        | 35,9                        | 33,6                        | 28,2                        | 25,5                        | 28,4                        | 30,1                        | 31,0                        | 32,1                        | 35,8                        | 39,9                        | 39,9                        |
| Середній максимум, °C | 28,8                        | 27,8                        | 25,4                        | 21,9                        | 18,1                        | 14,7                        | 14,3                        | 15,8                        | 17,8                        | 20,7                        | 23,7                        | 27,1                        | 21,3                        |
| Середня температура, °C | 22,6                        | 21,8                        | 19,7                        | 16,1                        | 12,8                        | 9,8                         | 9,2                         | 10,4                        | 12,5                        | 15,2                        | 18,3                        | 21,1                        | 15,8                        |
| Середній мінімум, °C | 17,2                        | 16,6                        | 14,7                        | 11,1                        | 8,1                         | 5,6                         | 5,5                         | 5,9                         | 7,5                         | 10,3                        | 12,8                        | 15,5                        | 10,9                        |
| Абсолютний мінімум, °C | 6,3                         | 4,1                         | 3,0                         | 0,0                         | −3,4                        | −4,3                        | −5,4                        | −3,5                        | −2,6                        | −1,2                        | 1,0                         | 1,3                         | −5,4                        |
| Середня кількість сонячних годин на місяць                                                                                  | 251,1                       | 229,6                       | 210,8                       | 186,0                       | 155,0                       | 120,0                       | 127,1                       | 161,2                       | 171,0                       | 207,7                       | 225,0                       | 238,7                       | 2283,2                      |
| Норма опадів, мм | 97.1                        | 103.1                       | 117.9                       | 73.9                        | 73.8                        | 54.6                        | 58.3                        | 65.6                        | 73.6                        | 111.3                       | 93.0                        | 84.8                        | 1007.0                      |
| Днів з опадами | 8                           | 7                           | 8                           | 7                           | 7                           | 6                           | 7                           | 7                           | 7                           | 9                           | 8                           | 8                           | 89                          |
| Вологість повітря, % | 71                          | 75                          | 78                          | 79                          | 81                          | 82                          | 83                          | 79                          | 77                          | 78                          | 74                          | 70                          | 77                          |
| --- | --------------------------- | --------------------------- | --------------------------- | --------------------------- | --------------------------- | --------------------------- | --------------------------- | --------------------------- | --------------------------- | --------------------------- | --------------------------- | --------------------------- | --------------------------- |
| Джерело: NOAA, Oficina de Riesgo Agropecuario (record highs and lows), Servicio Meteorológico Nacional (precipitation days) |                             |                             |                             |                             |                             |                             |                             |                             |                             |                             |                             |                             |                             |

## Освіта
У місті Ла-Плата знаходиться велика кількість державних та приватних освітніх закладів усіх рівнів.
Найвідомішими школами є Національний коледж Рафаеля Ернандеса (ісп. Colegio Nacional Rafael Hernández), Ліцей Віктора Мерканте (ісп. Liceo Víctor Mercante) і Бакалаврат образотворчих мистецтв (ісп. Bachillerato de Bellas Artes).
Ла-Плата є важливим центром вищої освіти і науки Аргентини. Найбільше в університетах міста приділяється уваги фізиці, астрономії, біології.

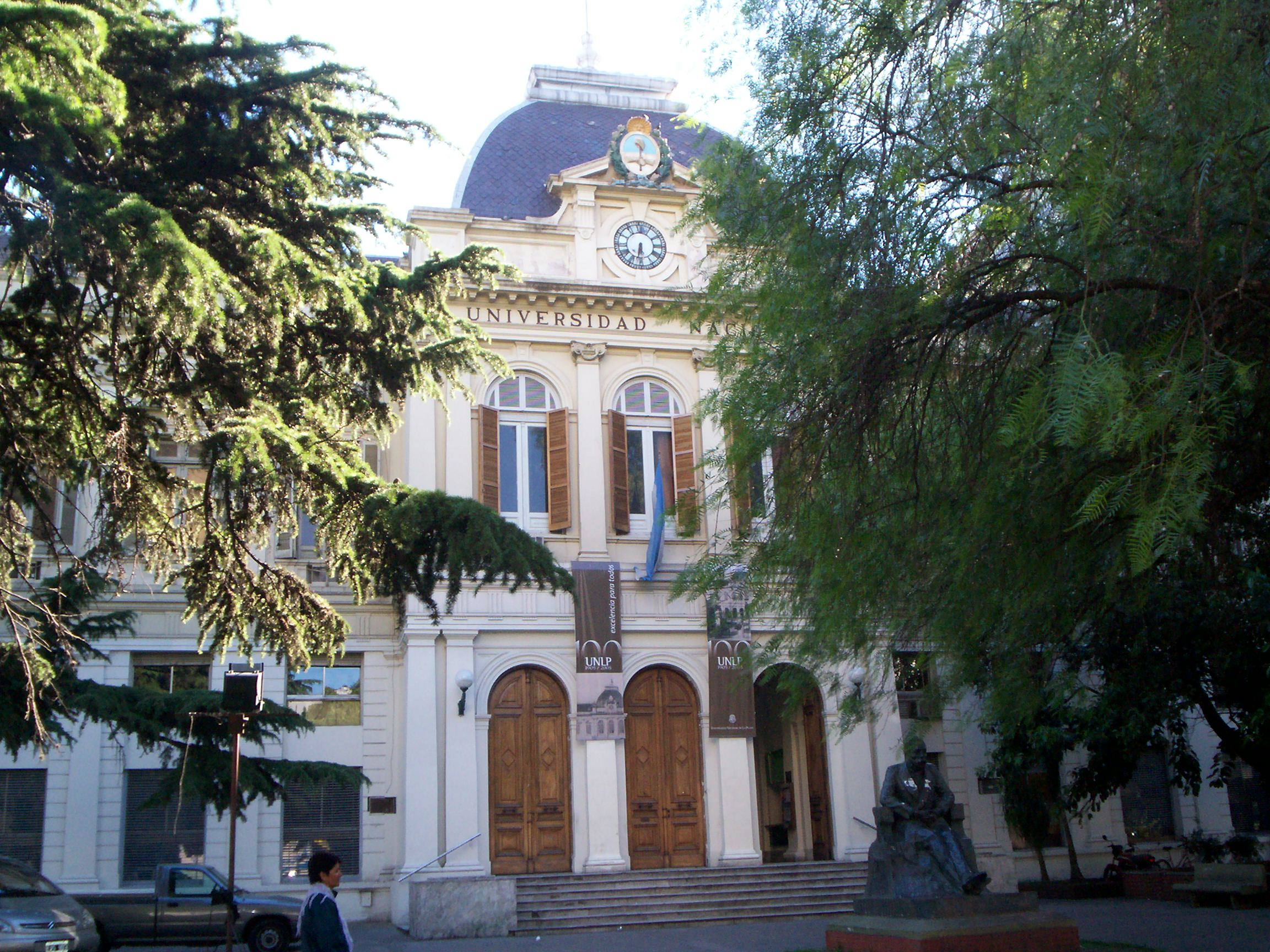
Національний університет Ла-Плати

Найвідомішим вищим навчальним закладом міста та одним з найважливіших в Аргентині є Національний університет Ла-Плати (ісп. Universidad Nacional de La Plata, UNLP). UNLP засновано 1905 року. Цей університет був третім відкритим в Аргентині після університетів Кордови і Буенос-Айреса. Тепер університет налічує близько 90 000 студентів. Серед його випускників чимало визначних особистостей, зокрема лауреати Нобелівської премії 1980 року Адольфо Перес Есківель і 1936 року Карлос Сааведра Ламас, колишній та нинішній президенти Аргентини Нестор Кіршнер та Крістіна Фернандес де Кіршнер, письменник Ернесто Сабато та інші.
Також у місті знаходяться Католицький університет Ла-Плати (ісп. Universidad Católica de La Plata), Нотаріальний університет Аргентини (ісп. Universidad Notarial Argentina), місцевий філіал Національного технологічного університету (ісп. Universidad Tecnológica Nacional), Народний університет Сарм'єнто (ісп. Universidad Popular Sarmiento), Вищий науковий інститут (ісп. Instituto Superior de Ciencias), Інститут CESALP (ісп. Instituto Educativo CESALP) та багато інших. 
29 вересня 2008 декретом уряду було засновано Східний Університет (ісп. Universidad del Este).

## Архітектура

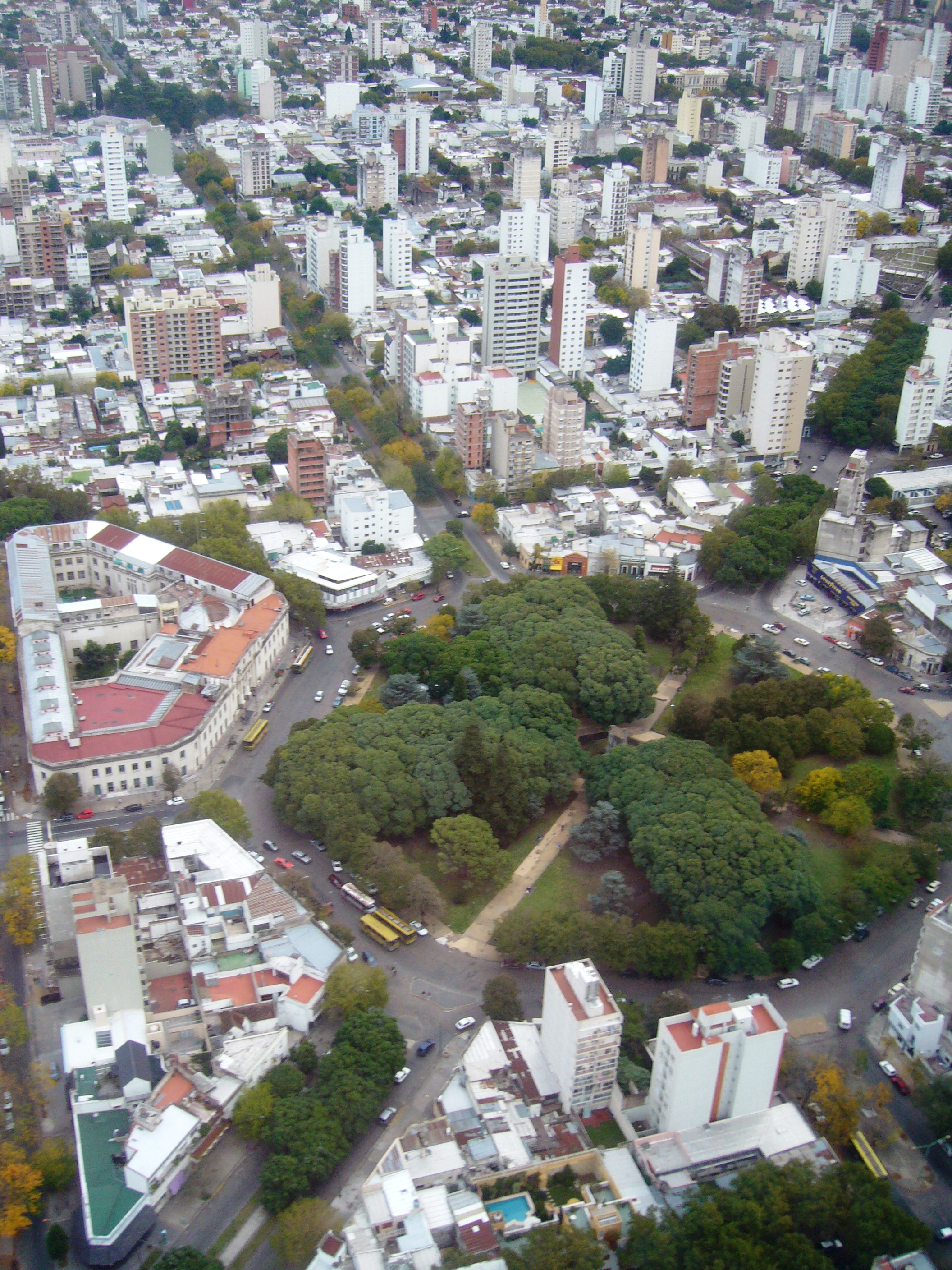
Вигляд Ла-Плати згори
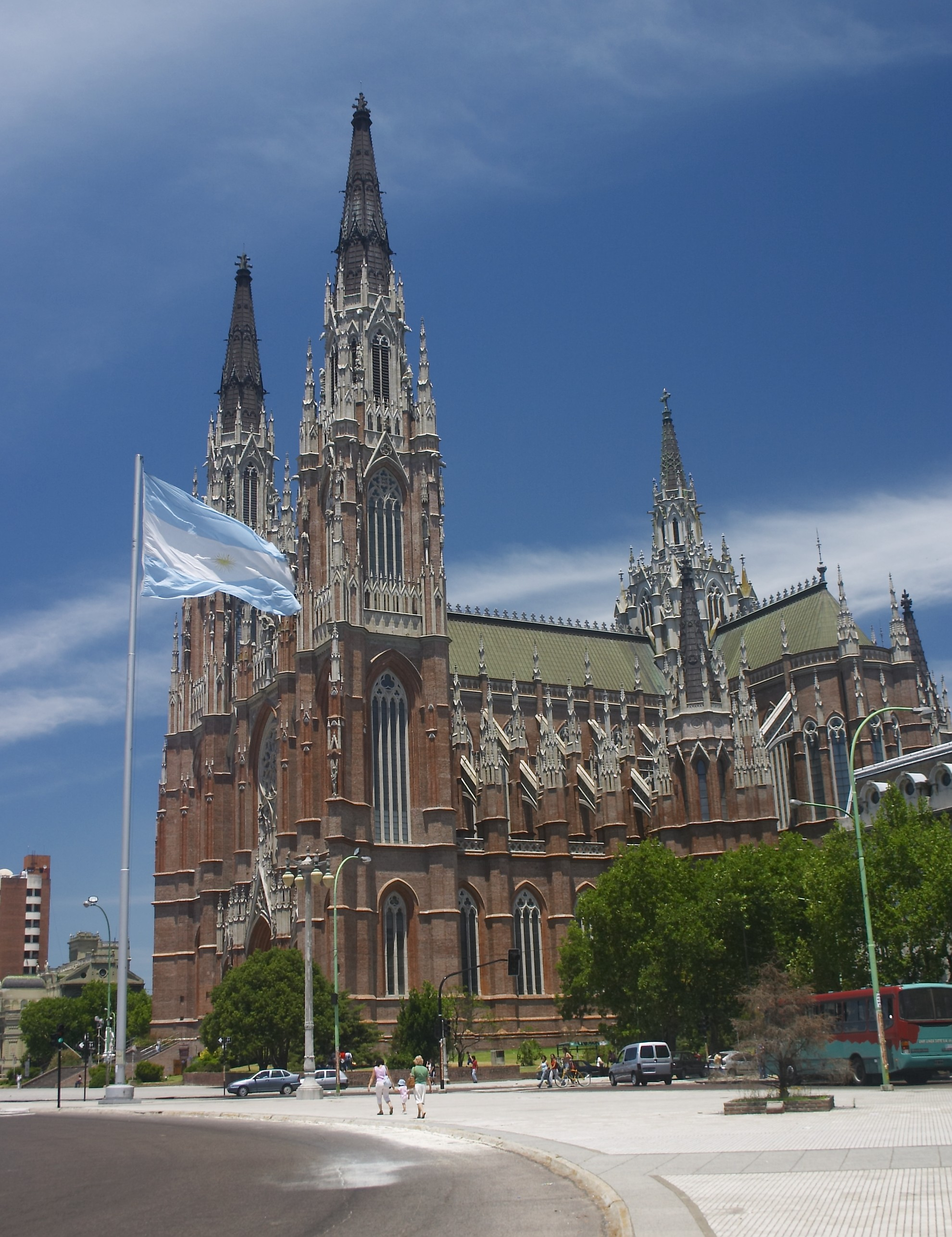
Кафедральний собор Ла-Плати
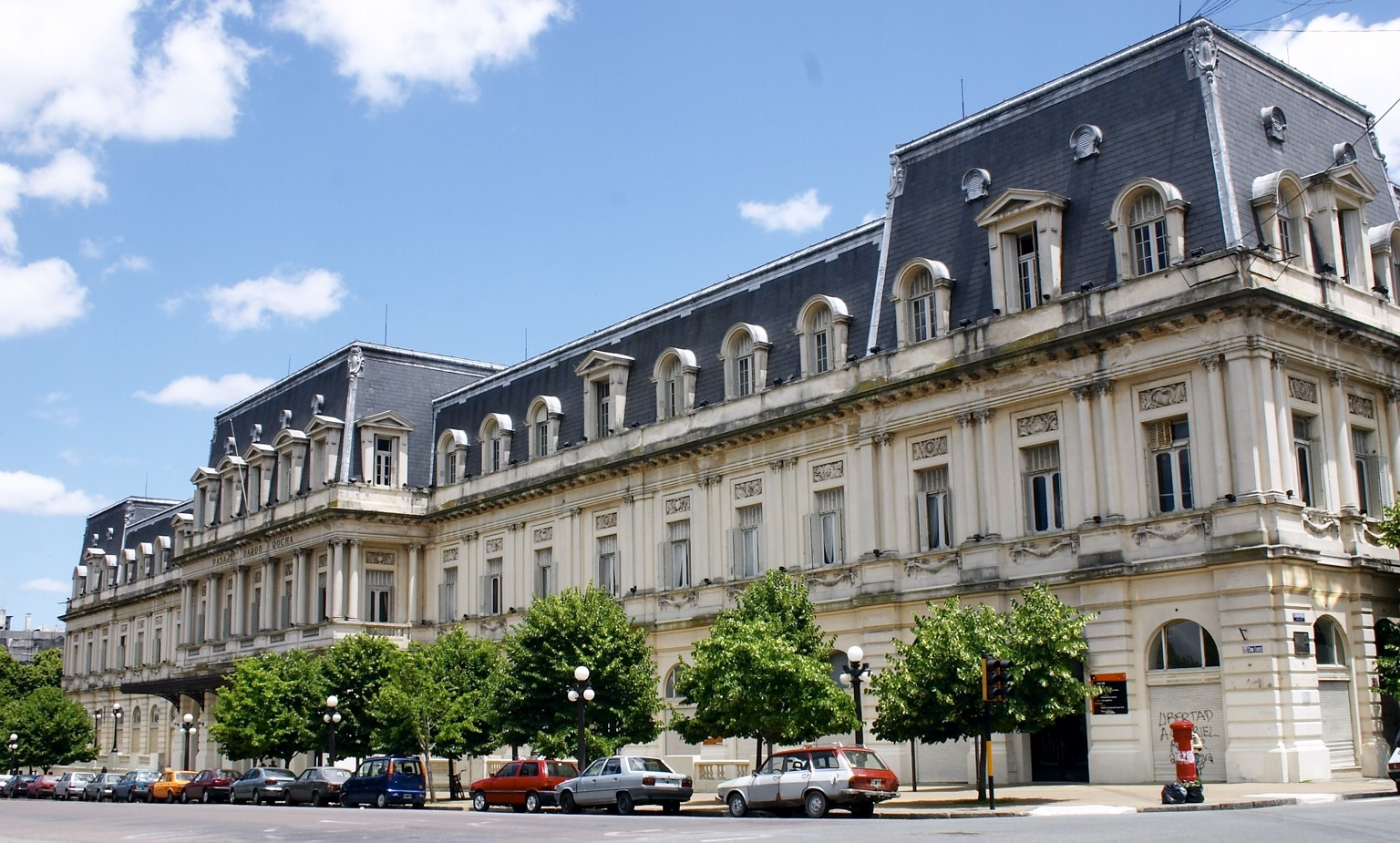
Пасаж Дардо Роча
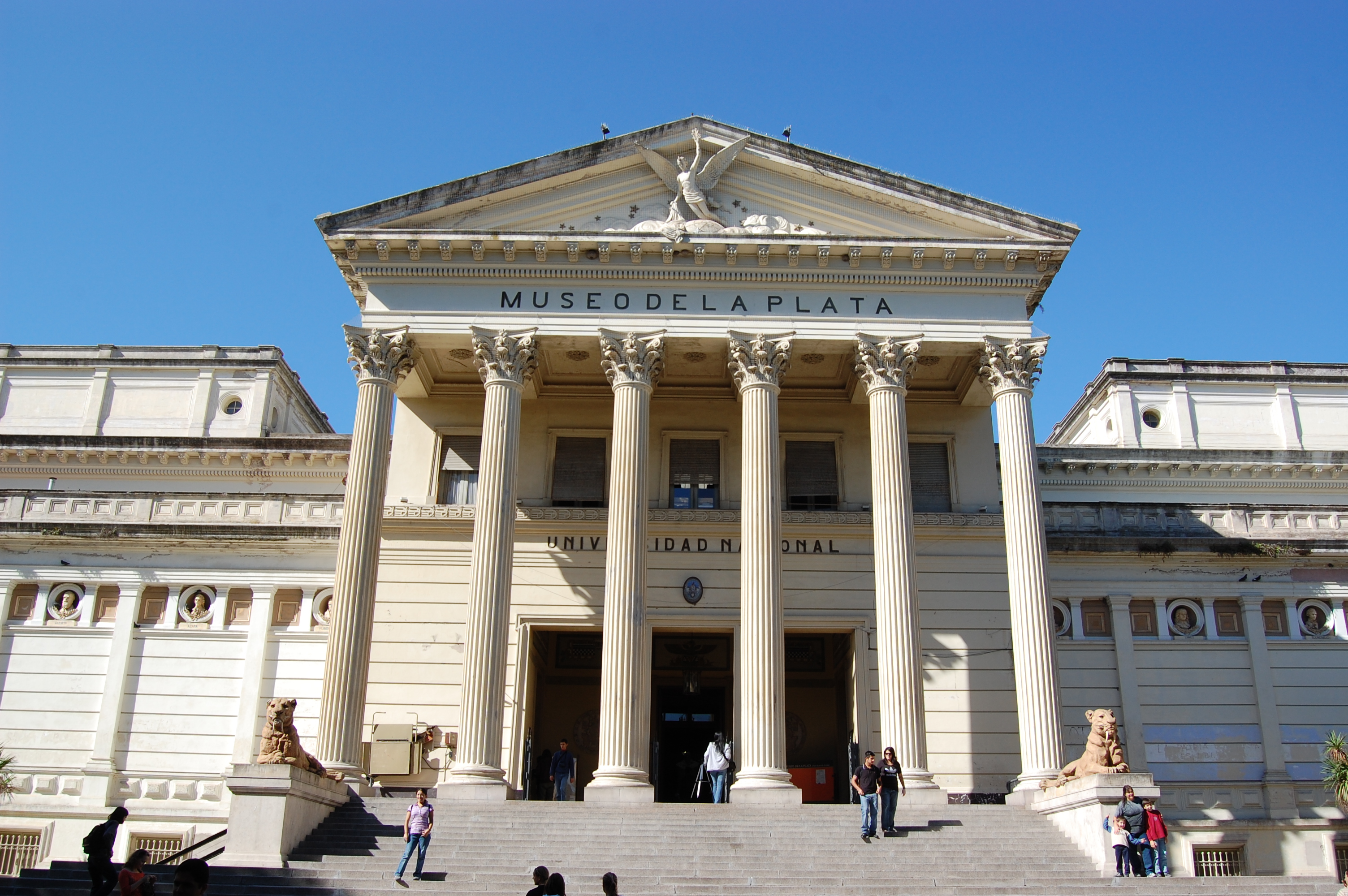
Музей Ла-Плати

Ла-Плата — місто, яке було повністю сплановане та збудоване за проєктом. Архітектором міста був Педро Бенуа. Місто відзначається правильністю планування та великою кількістю діагональних вулиць. У центрі Ла-Плати знаходиться міська площа Морено розміром 8 гектарів. Муніципалітет збудовано у стилі німецького ренесансу, Кафедральний собор виконаний у стилі неоготики, Музей Ла-Плати та старий театр неокласичні.
Кладовище міста також було створено за проєктом архітектора Педро Бенуа. Воно поєднує архітектурні стилі неокласицизм, неоготику, ар нуво і Арт Деко.

## Транспорт

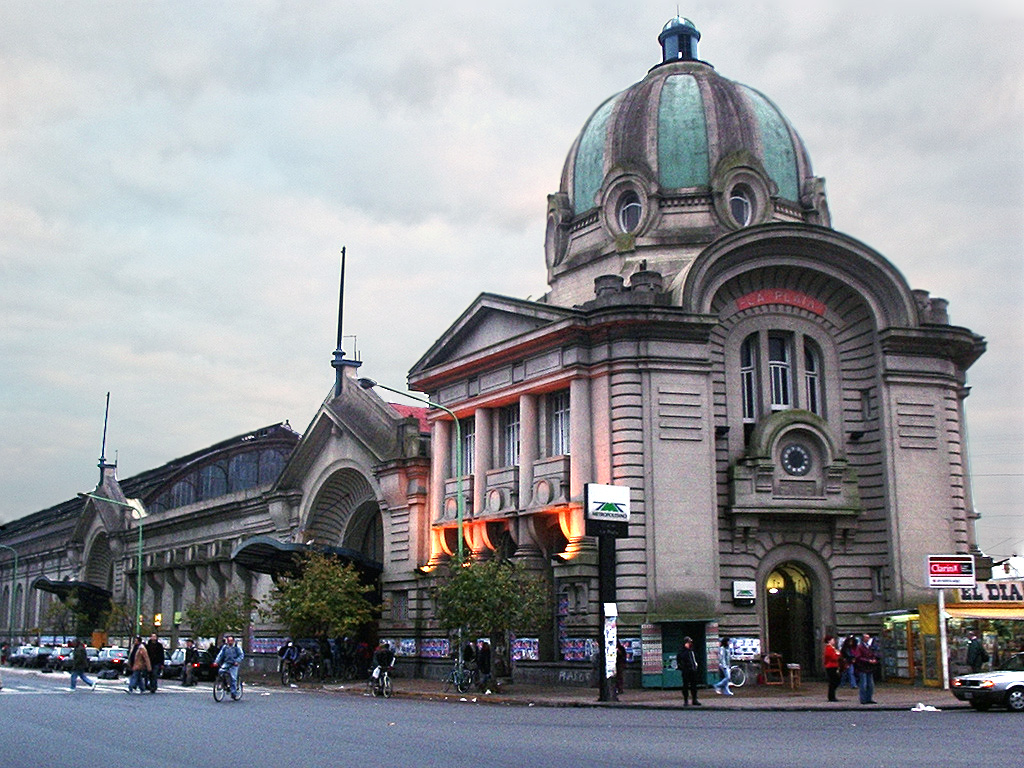
Залізничний вокзал

Через Ла-Плату проходять 16 великих автошляхів:
- 4 звичайних муніципальних: Північний, Південний, Східний і Західний;
- 3 муніципальних напівшвидкісних: 508, 518 і 561;
- 7 провінційних: 202, 214, 215, 273, 275, 307 і 418;
- 2 національних: 129 і 195.

Також через місто проходить залізниця імені генерала Роки.
За 7 км від центру міста знаходиться аеропорт Ла-Плати.

## Спорт

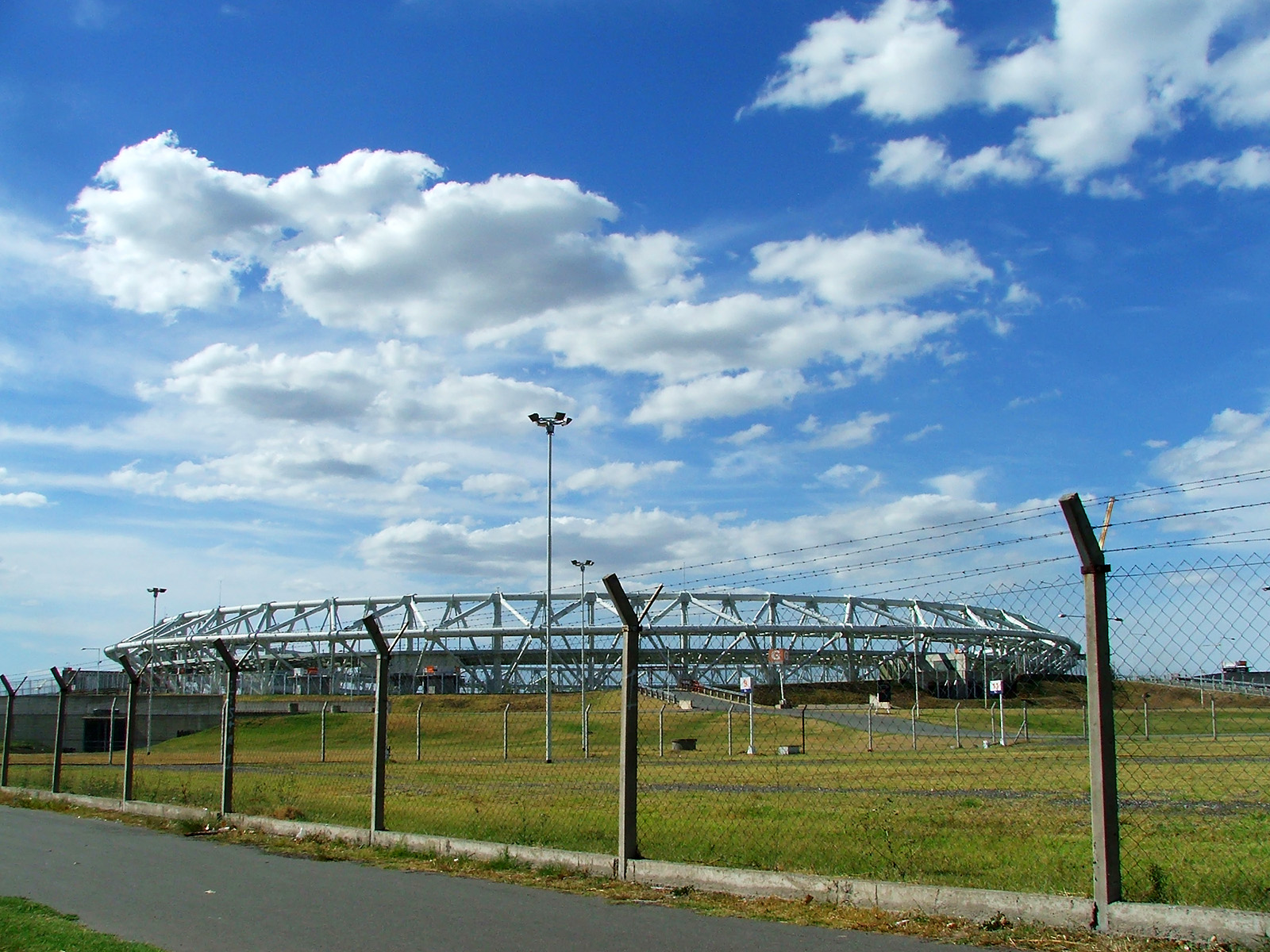
Стадіон Ла-Плати

Найпопулярнішим видом спорту у місті є футбол. Серед численних команд цього виду спорту найбільші здобутки мають  Хімнасія і Есгріма і Естудьянтес‎, які грають у першому дивізіоні. Місто також має власну лігу аматорського футболу, до якої входить кілька десятків клубів.
Найбільшими баскетбольними клубами міста є: Хімнасія і Есгріма, Естудьянтес, Уньйон-Весіналь, Атенас, Універсаль тощо.
Найвідомішими регбійними командами міста є: Ла-Плата, Лос-Тілос, Сан-Луїс, Універсітаріо й Альбатрос. Поштовх для розвитку цього виду спорту у Ла-Платі дав спортивний клуб Хімнасія і Есгріма, який у 1924—1934 роках мав власну регбійну команду.
Найпопулярнішими волейбольними командами є Хімансія і Есгріма та Універсітаріо. У хокеї на траві вирізняються клуби Санта-Барбара, Універсітаріо й Естудьянтес.
Ла-Плата має власний іподром, третій за розміром в Аргентині.

## Уродженці
- Федеріко д'Еліа (* 1966) — аргентинський актор.
- Ніколас Ісасі (* 1987), кінорежисер, оперний режисер і автор.

## Міста-побратими
- Бразилія, Порту-Алегрі, з 1982
- Італія, Болонья, з 23.11.1988[30]
- Ізраїль, Беер-Шева, з 18.04.1989[30]
- Іспанія, Сарагоса, з 12.10.1990[30]
- Парагвай, Асунсьйон, з 20.02.1993[30]
- Чилі, Консепсьйон, з 1993[30]
- США, Луїсвілл, з 1994[30]
- Уругвай, Мальдонадо, з 1994[30]
- Уругвай, Монтевідео, з 1994[30]
- Болівія, Санта-Крус-де-ла-Сьєрра, з 1994[30]
- Болівія, Сукре, з 1994
- Італія, Анг'ярі, з 18.11.1998[30]
- Франція, Булонь-сюр-Мер, з 06.07.2000[30]
- Велика Британія, Ліверпуль, з 2005
- Венесуела, Санта-Ана-де-Коро, з 2007
- КНР, Цзюцзян, з 2008
- Мексика, Толука-де-Лердо, з 2010[31]